# Wilbur Smith
Wilbur Addison Smith (født 9. januar 1933, død 13. november 2021) var en zambisk-født sydafrikansk romanforfatter med speciale i historisk fiktion om det internationale engagement i det sydlige Afrika gennem fire århundreder, set fra både sorte og hvide familiers synspunkter.
Wilbur Smith debuterede som romanforfatter i 1964 med Når løven jager. Den blev en bestseller som blev fulgt op med 15 efterfølgere. I alt skrev Smith 49 romaner. I 2014 havde hans da udgivne romaner solgt mere end 120 millioner eksemplarer på verdensplan.
Wilbur døde i sit hjem i Cape Town i 2021 i en alder af 88 år.